# Nhà Almoravid
Nhà Almoravid (ngữ tộc Berber: Imṛabḍen, ⵉⵎⵕⴰⴱⴹⴻⵏ; tiếng Ả Rập: المرابطون, Al-Murābiṭūn) là một triều đại Berber Hồi giáo lấy Maroc làm trung tâm. Nó đã thiết lập một đế quốc vào thế kỷ 11 trải dài qua phía tây Maghreb và Al-Andalus. Được Abdallah ibn Yasin thành lập, kinh đô của nhà Almoravid là Marrakesh, thành phố này được dòng tộc thống trị thành lập vào năm 1062. Triều đại bắt nguồn từ người Lamtuna và Gudala, các tộc người Berber du mục của Sahara, đi qua lãnh thổ giữa Draa, Niger, và các sông ở Senegal.
Nhà Almoravid có vai trò rất quan trọng trong việc ngăn cản không cho Al-Andalus rơi vào tay của các vương quốc Thiên chúa giáo Iberia, khi họ đánh bại hoàn toàn liên quân của Castilian và Aragon tại trận Sagrajas vào năm 1086. Điều này cho phép họ kiểm soát đế chế trải dài 3.000 km về phía bắc. Tuy nhiên, sự thống trị của triều đại này tương đối ngắn ngủi. Nhà Almoravid sụp đổ -ở đỉnh cao quyền lực của họ - khi họ không thể ngăn cản được lực lượng phản loạn của Masmuda được Ibn Tumart khởi xướng. Do vậy, vị vua cuối cùng Ishaq ibn Ali của triều đại này đã bị giết tại Marrakesh vào tháng 4 năm 1147 bởi Almohad Caliphate, người thay thế họ như một triều đại cầm quyền cả ở Ma-rốc và Al-Andalus.

## Từ nguyên
Thuật ngữ "Almoravid" bắt nguồn từ tiếng Ả Rập "al-Murabit" (المرابط), thông qua tiếng Tây Ban Nha: almorávide. Từ b trong "al-Murabit" được đổi sang thành v trong "almorávide" là một điển hình betacism trong tiếng Tây Ban Nha.
Tên "Almoravid" được gắn với một trường phái luật Malikite được gọi là "Dar al-Murabitin" được thành lập ở Sus al-Aksa (ngày nay là Maroc) bởi một học giả tên Waggag Ibn Zallu. Ibn Zallu đã cử học trò của mình là Abdallah ibn Yasin để truyền đạo Hồi giáo Malikite cho những người Sanhaja Berbers ở Adrar (ngày nay là Mauritania). Do đó, từ Almoravids xuất phát từ những tín đồ của Dar al-Murabitin, "ngôi nhà của những người đã gắn bó với nhau vì chính nghĩa của Chúa." 
Hiện nay chưa ai xác định được mà từ khi nào hoặc tại sao Almoravids có được tên gọi đó. Ibn Idhari đã viết rằng cái tên được Ibn Yasin được gợi ý với nghĩa "kiên trì trong chiến đấu", để nâng cao tinh thần sau một trận chiến đặc biệt cam go tại thung lũng Draa diễn ra năm 1054, trong đó họ đã chịu nhiều tổn thất.
Tên Almoravid có thể liên quan đến ribat của Waggag ibn Zallu ở làng Aglu (ngày nay là Tiznit), đây là nơi mà nhà lãnh đạo tinh thần Almoravid tương lai Abdallah ibn Yasin được đào tạo từ nhỏ.

## Lịch sử

### Tiến trình xâm lược của Almoravid đối với các vùng lãnh thổ

#### Bắc Phi
Từ năm 1053, người Almoravids bắt đầu truyền bá tôn giáo của họ đến các khu vực Berber của sa mạc Sahara, và đến các khu vực phía nam sa mạc. Sau khi chiến thắng bộ lạc Sanhaja Berber, họ nhanh chóng nắm quyền kiểm soát toàn bộ tuyến đường thương mại trên sa mạc, chiếm Sijilmasa ở đầu phía bắc vào năm 1054, và Aoudaghost ở đầu phía nam vào năm 1055. Yahya ibn Umar bị giết trong một trận chiến năm 1057, nhưng Abdullah ibn Yasin, người có tầm ảnh hưởng với tư cách là một nhà truyền giáo tôn giáo là quan trọng nhất, đã chỉ định anh trai mình Abu Bakr ibn Umar làm thủ lĩnh. Dưới quyền của các Almoravid sớm bắt đầu lan rộng sức mạnh của họ ra ngoài sa mạc, và chinh phục các bộ lạc của Dãy núi Atlas. Năm 1058, họ vượt qua High Atlas và chinh phục Aghmat, một thị trấn thương mại thịnh vượng gần chân núi, và biến nó thành thủ đô của họ. Sau đó, họ tiếp xúc với Berghouata (một liên minh với bộ lạc Berber) những người theo một "tà giáo" Hồi giáo được Salih ibn Tarif rao giảng ba thế kỷ trước đó. Berghouata đã chống lại Abdullah ibn Yasin bị giết trong trận chiến với họ vào năm 1059, tại Krifla, một ngôi làng gần Rommani, Maroc.  Tuy nhiên, họ đã hoàn toàn bị chinh phục bởi Abu Bakr ibn Umar, và buộc phải cải sang đạo Hồi chính thống. Abu Bakr kết hôn với một phụ nữ Berber cao quý và giàu có, Zaynab an-Nafzawiyyat, người sẽ trở nên rất có ảnh hưởng đến sự phát triển của vương triều. Zaynab là con gái của một thương gia giàu có từ Houara, người được cho là đến từ Kairouan.
Năm 1061, Abu Bakr ibn Umar phân chia quyền lực mà ông đã thiết lập, giao những phần ổn định hơn cho người anh em họ của mình Yusuf ibn Tashfin với tư cách là phó vương, và cũng giao cho anh ta người vợ yêu thích của mình là Zaynab. Ibn Umar giữ nhiệm vụ trấn áp các cuộc nổi dậy nổ ra trên sa mạc. Khi quay trở lại để tiếp tục kiểm soát, anh ta thấy em họ của mình quá mạnh để có thể bị thay thế. Abu Bakr ibn Umar thành lập thủ đô mới của Marrakesh vào khoảng thời gian này. Các nguồn lịch sử trích dẫn nhiều niên đại cho sự kiện này, từ năm 1062, do Ibn Abi Zar và Ibn Khaldun đưa ra, đến năm 1078 (470 AH). Một số nhà văn trích dẫn năm 1062. Vào tháng 11 năm 1087 Abu Bakr bị giết trong trận chiến - theo truyền miệng bằng một mũi tên – trong khi chiến đấu trong khu vực lịch sử của Sudan.
Trong khi đó, Yusuf ibn Tashfin đã đưa khu vực rộng lớn của những gì ngày nay được gọi là Maroc, Tây Sahara, và Mauritania trở thành sự phục tùng hoàn toàn.  Năm 1080, ông chinh phục vương quốc Tlemcen (thuộc Algeria ngày nay) và thành lập thành phố ngày nay có tên đó, quyền cai trị của ông kéo dài đến tận Oran.

#### Ghana và cánh phía nam
Almoravids đã chinh phục Đế chế Ghana vào khoảng năm 1076 CN. Một ghi chép của nhà sử gia Ibn Khaldun, người đã trích dẫn cuốn Shaykh Uthman, faqih của Ghana, viết vào năm 1394. Theo nguồn này, người Almoravids đã làm suy yếu Ghana và thu thập cống phẩm từ  Sudan, đến mức quyền lực của những người cai trị Ghana giảm dần, và họ bị khuất phục và bị ăn mòn bởi Susu (một đế chế láng giềng của Sudan). Các truyền thống ở Mali liên quan đến việc Đế chế Soso cũng xâm chiếm Mali, và người cai trị của Đế chế Soso là Sumaouro Kanté đã chiếm lấy vùng đất này.
Tuy nhiên, những lời chỉ trích từ Conrad và Fisher (1982) cho rằng khái niệm về bất kỳ cuộc viễn chinh quân sự nào của Almoravid chỉ là văn hóa dân gian lưu truyền, xuất phát từ sự hiểu sai hoặc dựa vào các nguồn tiếng Ả Rập một cách thiếu suy nghĩ. Theo Giáo sư Timothy Insoll, nhà khảo cổ học của Ghana cổ đại đã cho biết không cho thấy dấu hiệu của sự thay đổi và hủy diệt nhanh chóng vốn có liên quan đến Ghana dưới bất kỳ cuộc chinh phạt quân sự nào dưới thời Almoravid.
Quan điểm truyền thống nói rằng cuộc chiến sau đó với Almoravids đã đẩy Ghana đến bờ vực, chấm dứt vị thế của vương quốc như một cường quốc thương mại và quân sự vào năm 1100. Nó sụp đổ thành các nhóm bộ lạc và thủ lĩnh, một số sau đó bị đồng hóa thành Almoravids trong khi những người khác thành lập Đế quốc Mali.

#### Nam Iberia và cánh phía bắc
Tamim Al Yusuf đã đến Iberia vào năm 1090, với mục đích là sát nhập các thủ phủ taifa của Iberia. Ông được hầu hết người dân Iberia ủng hộ, những người ủng hộ ông phần lớn là không hài lòng với việc đánh thuế nặng nề bởi những người cai trị tiêu xài hoang phí. Khiến các nhà cai trị taifa căm ghét vì sự xuất hiện của Tamim Al Yusuf. Các giáo sĩ đã ban hành một fatwa (một quan điểm pháp lý không ràng buộc) rằng Yusuf là người có đạo đức lành mạnh và có quyền tôn giáo để lật đổ những người cai trị, người mà ông cho là không chính thống trong đức tin của họ. Đến năm 1094, Yusuf đã thôn tính hầu hết các taifas chính, ngoại trừ một ở Saragossa. Nhà Almoravids đã chiến thắng trong Trận chiến Consuegra, trong đó con trai của El Cid, Diego Rodríguez, đã thiệt mạng. Alfonso, cùng với một số người Leónese, rút vào lâu đài Consuegra, bị bao vây trong tám ngày cho đến khi quân Almoravids rút về phía nam

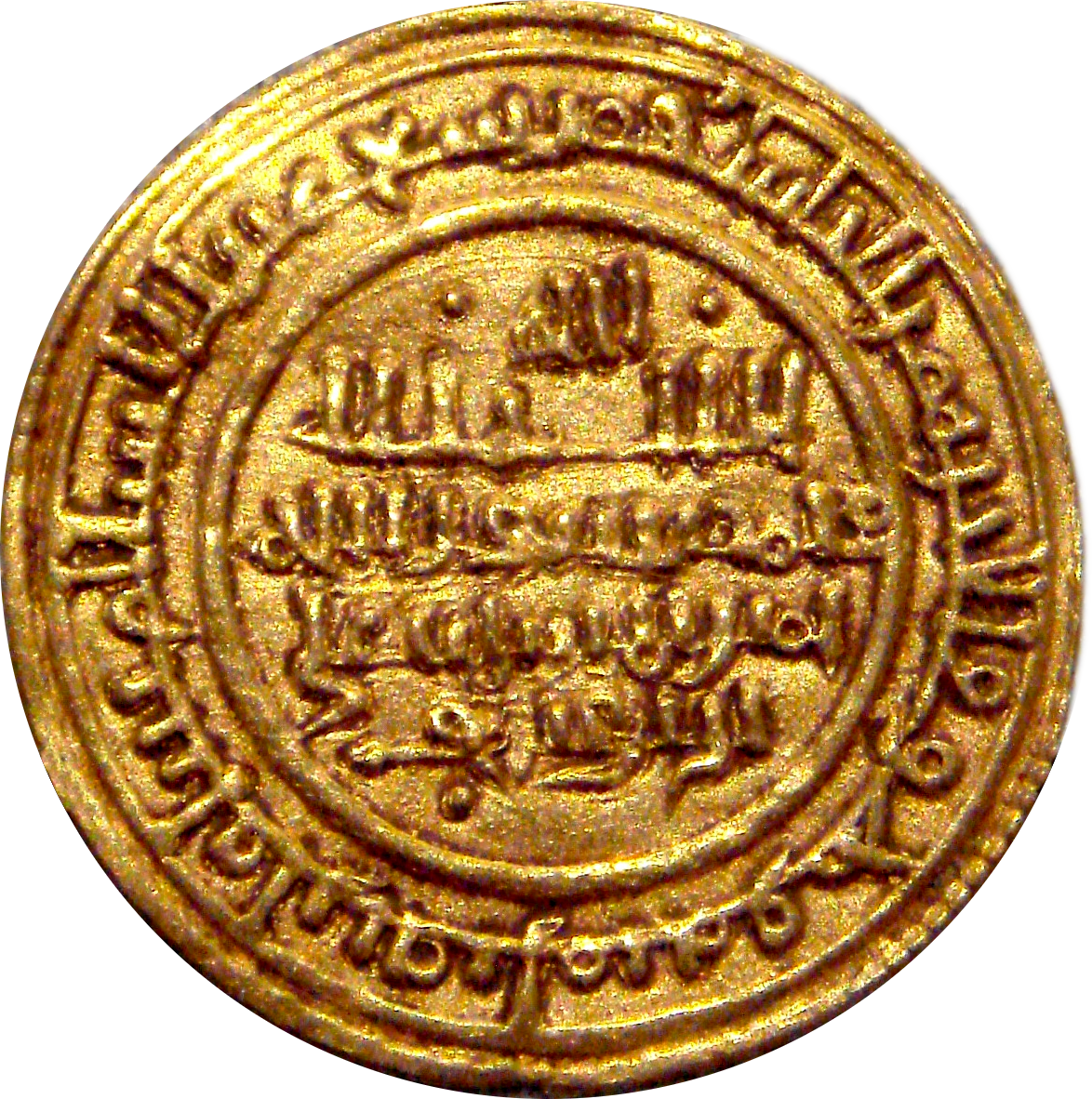
Một đồng xu của nhà Almoravid từ Seville, (năm 1116).

Năm 1108, Tamim Al Yusuf đánh bại Vương quốc Castile trong Trận chiến Uclés. Yusuf đã không chiếm lại nhiều lãnh thổ từ các vương quốc Cơ đốc giáo, ngoại trừ Valencia; nhưng Tamim Al Yusuf đã cản trở sự tiến bộ của Reconquista Cơ đốc giáo bằng cách hợp nhất al-Andalus. Vào năm 1134 tại Trận chiến Fraga, các Almoravids đã chiến thắng và thậm chí còn thành công trong việc tiêu diệt Alfonso I of Aragon trong trận chiến.

## Văn hóa

### Tôn giáo
Phong trào Almoravid bắt đầu như một phong trào cải cách Hồi giáo bảo thủ lấy cảm hứng từ trường phái luật học Maliki. Các bài viết của Abu Imran al-Fasi, một học giả Maliki người Maroc, đã ảnh hưởng đến Yahya Ibn Ibrahim và phong trào Almoravid thời kỳ đầu.

### Biệt tài

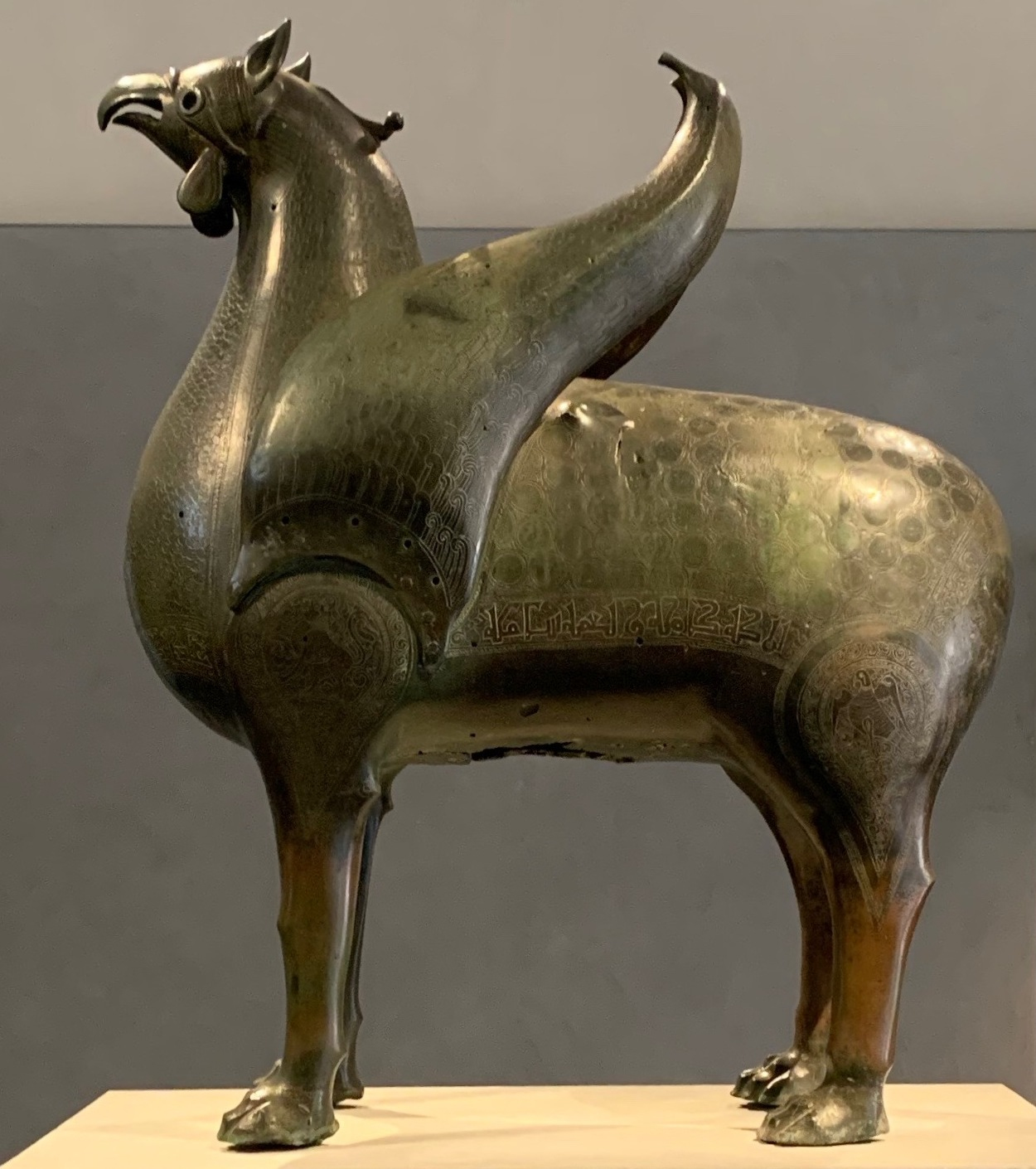
Pisa Griffin, được cho là có nguồn gốc từ Iberia vào thế kỷ 11.

Amira Bennison là mô hình nghệ thuật của thời kỳ Almoravid bị ảnh hưởng bởi "sự hợp nhất của một số khu vực thành một đơn vị chính trị duy nhất và kết quả là sự phát triển rộng rãi của phong cách Andalusi-Maghribi", cũng như thị hiếu của Sanhaja những người cai trị như những người bảo trợ cho nghệ thuật.

### Đá cẩm thạch
Một nhóm lớn các bia mộ bằng đá cẩm thạch đã được bảo tồn từ nửa đầu thế kỷ 12. Chúng được chế tác tại Almería ở Al-Andalus, vào thời điểm đây là một thành phố cảng thịnh vượng dưới sự kiểm soát của Almoravid. Các bia mộ được làm bằng đá cẩm thạch Macael, được khai thác tại địa phương và được chạm khắc với các dòng chữ Kufic rộng rãi, đôi khi được trang trí bằng các họa tiết hình học hoặc thực vật.
Hai cột đá cẩm thạch thời Almoravid cũng đã được sử dụng lại làm spolia trong các di tích sau này ở Fes.

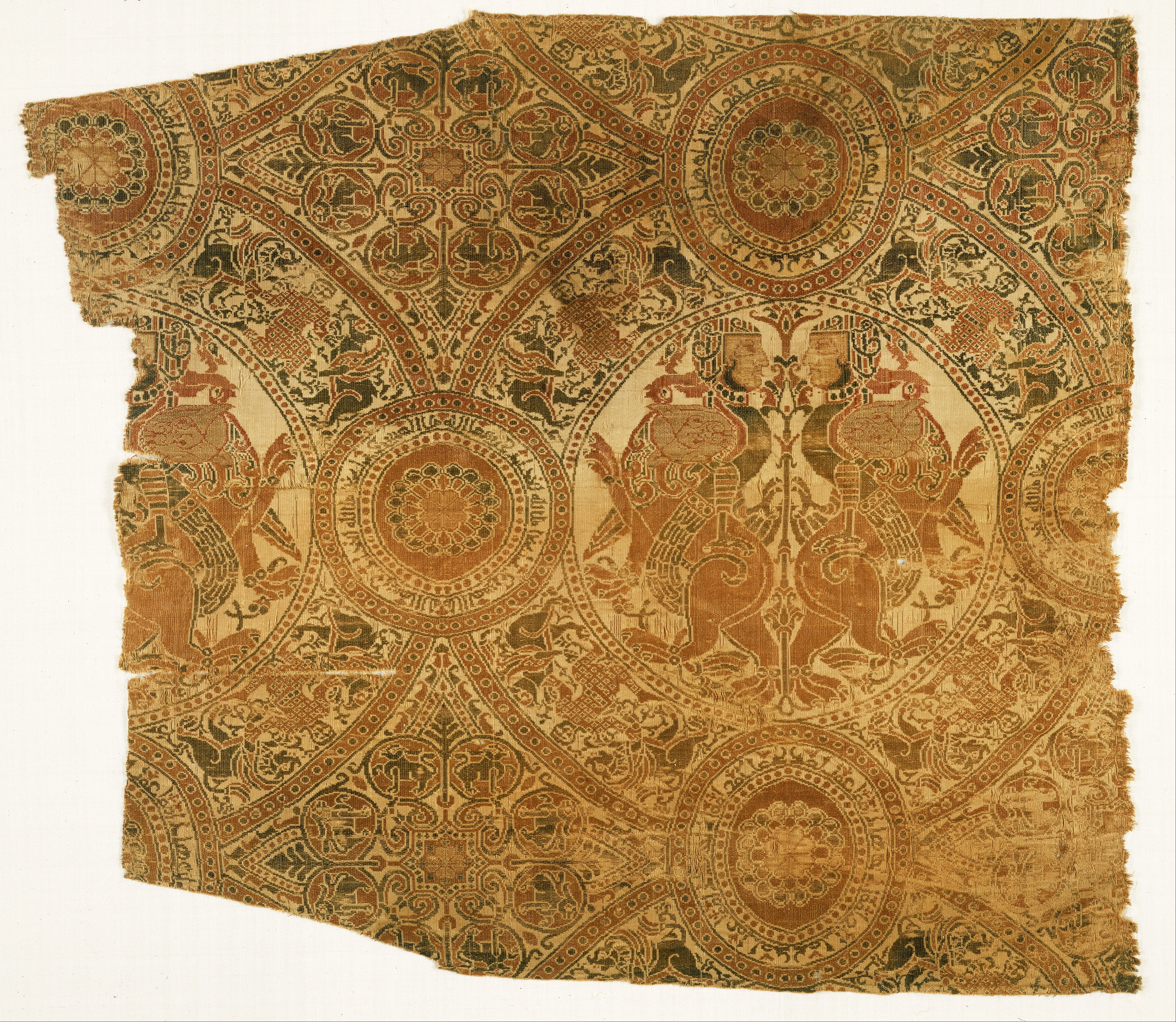
Mảnh vỡ tấm vải liệm của San Pedro de Osma, đầu thế kỷ 12: hình ảnh có các cặp sư tử và đàn hạc, được bao quanh bởi những người đàn ông cầm bánh nướng

Chủ đề trang trí của việc có một mạng lưới hình tròn thông thường chứa hình ảnh của động vật và hình người, với các họa tiết trừu tượng hơn lấp đầy các khoảng trống ở giữa, có nguồn gốc từ xa xưa như vải dệt Sassanian của Ba Tư.  Trong các giai đoạn tiếp theo, bắt đầu với Almohads, những hình tròn với hình ảnh tượng hình này dần dần được thay thế bằng những hình tròn trừu tượng hơn, trong khi trang trí bằng chữ viết trở nên nổi bật hơn trước.

### Chiếu sáng thư pháp và bản thảo

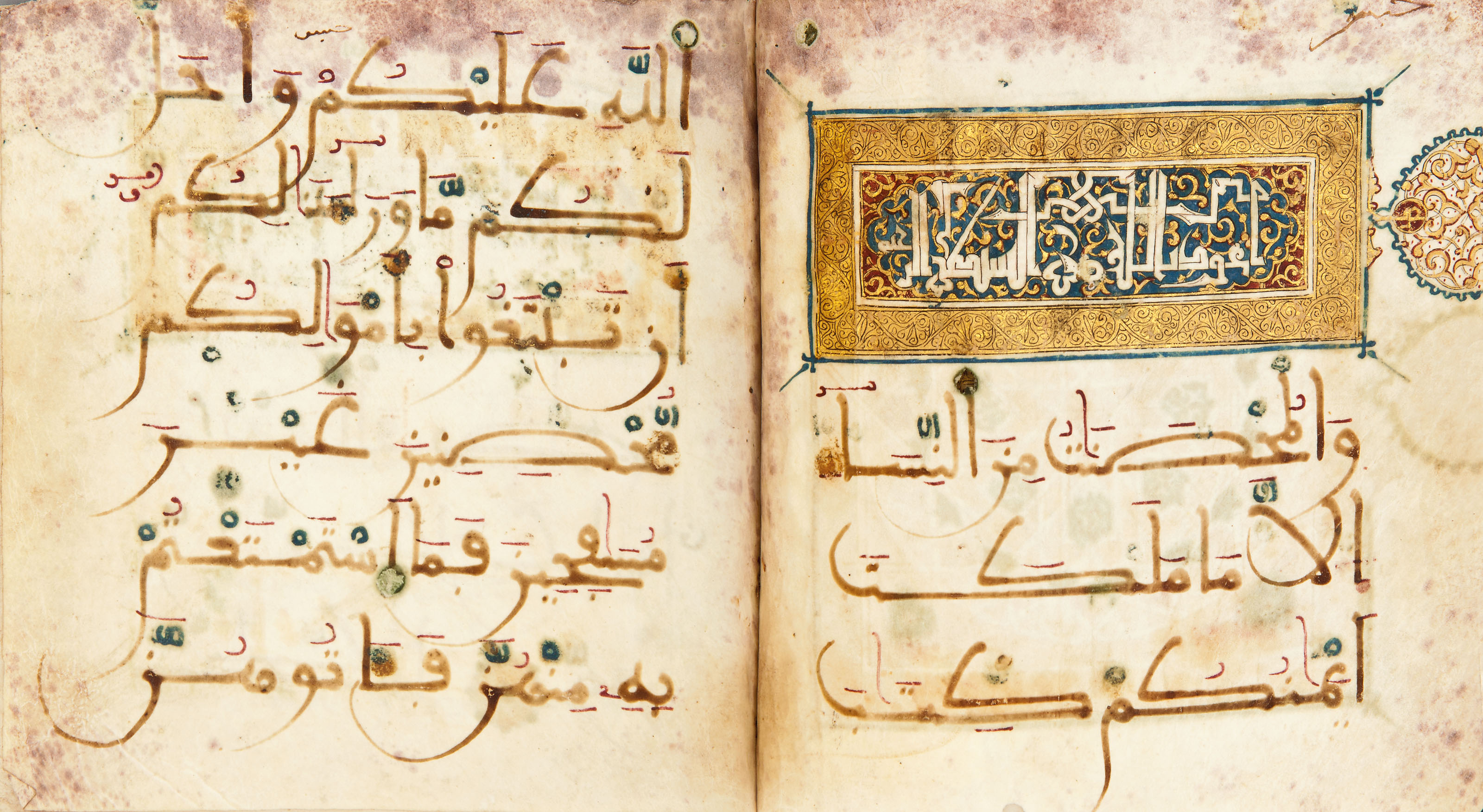
Một bản thảo Kinh Qur'an được chiếu sáng bằng Kufic và Maghrebi script

Trong các bản thảo Hồi giáo đầu tiên, Kufic là chữ viết chính được sử dụng cho các văn bản tôn giáo. Kiểu chữ Kufic phương Tây hoặc Maghrebi phát triển từ kiểu Kufic tiêu chuẩn (hoặc phương đông) và được đánh dấu bằng sự chuyển đổi của các phần chữ cái sà xuống thấp từ dạng hình chữ nhật sang dạng hình bán nguyệt dài. Nó được tìm thấy trong Qur'ans thế kỷ 10 trước thời kỳ Almoravid 

### Gốm sứ
Cuộc chinh phục al-Andalus của Almoravid đã gây ra sự rạn nứt tạm thời trong sản xuất gốm sứ, nhưng nó đã quay trở lại vào thế kỷ 12. Có một bộ sưu tập khoảng 2.000 đồ gốm Maghrebi-Andalusi bồn hoặc bát (bacini) ở Pisa, nơi chúng được sử dụng để trang trí nhà thờ từ đầu thế kỷ 11 đến thế kỷ 15. Có một số loại gốm sứ dưới thời Almoravids, bao gồm các mảnh cuerda seca. Hình thức sang trọng nhất là ánh kim bóng bẩy, được tạo ra bằng cách tráng một lớp men kim loại lên các mảnh trước khi nung lần thứ hai. Kỹ thuật này đến từ Iraq và phát triển mạnh ở Fatimid Ai Cập.

### Minbars

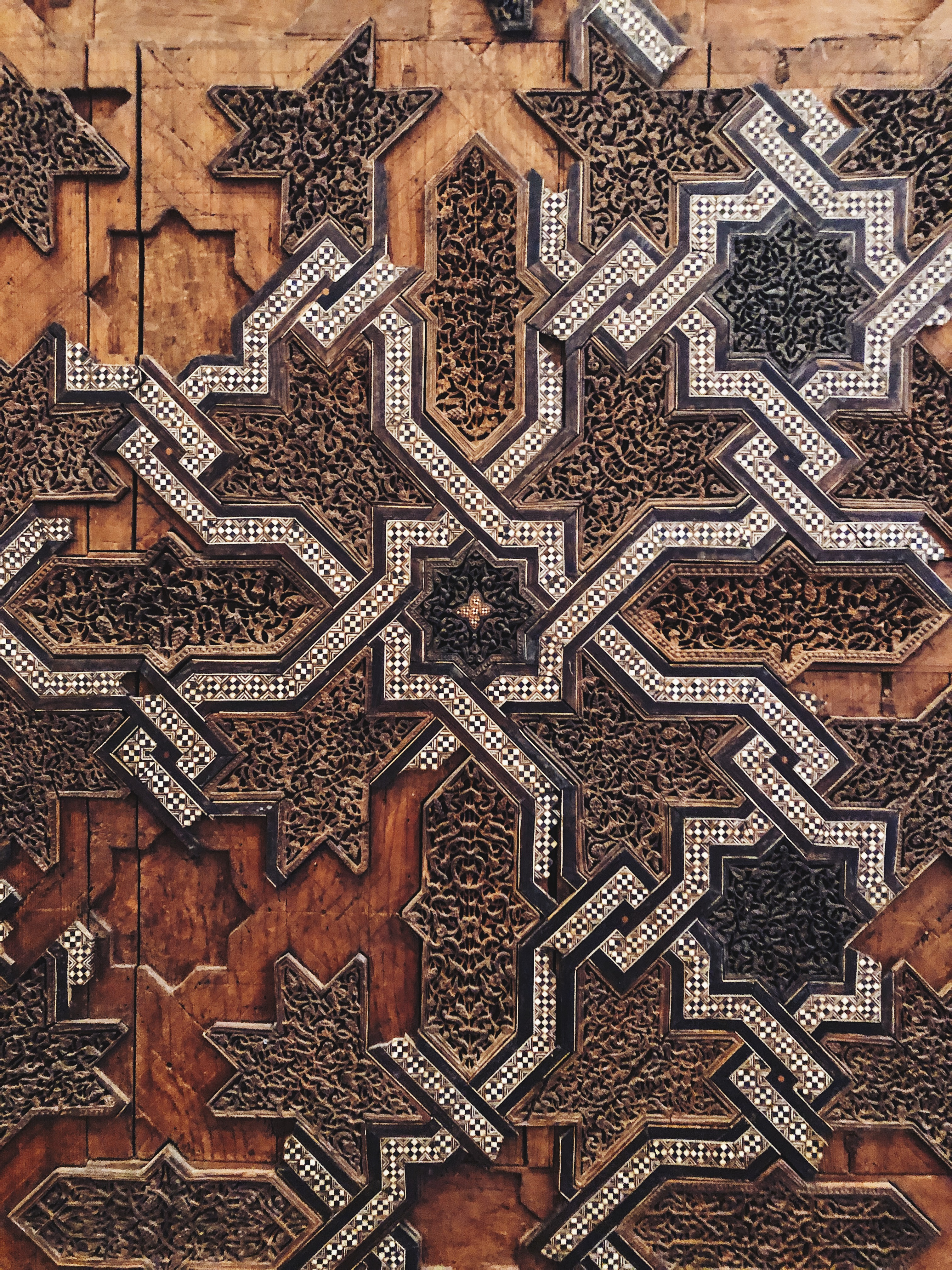
Chi tiết về Almoravid minbar, được ủy quyền bởi Ali Bin Yusuf Bin Tashfin al-Murabiti 1137 cho nhà thờ lớn của ông ở Marrakesh.

Các thanh minbars của Almoravid - chẳng hạn như minbar của Grand Mosque of Marrakesh do Sultan ủy quyền Ali ibn Yusuf (1137), hoặc minbar cho Đại học al-Qarawiyyin (1144) — thể hiện tính hợp pháp Maliki của Almoravids, "sự kế thừa vai trò đế quốc Umayyad" của họ, và việc mở rộng quyền lực đế quốc đó vào Maghreb. Cả hai thanh minbars đều là những tác phẩm đặc biệt của gỗ cẩm thạch và chạm khắc gỗ, được trang trí bằng các tác phẩm hình học, vật liệu dát và phù điêu arabesque.

## Vương triều Almoravid

### Nhà vua
- Abdallah ibn Yasin (1040–1059)
- Yahya ibn Ibrahim (1048)
- Yahya ibn Umar al-Lamtuni (c. 1050–1056)
- Abu Bakr ibn Umar (1056–1087)
- Yusuf ibn Tashfin (c. 1072–1106)
- Ali ibn Yusuf (1106–43)
- Tashfin ibn Ali (1143–45)
- Ibrahim ibn Tashfin (1145–1147)
- Ishaq ibn Ali (1147)